# ManpowerGroup (polskie przedsiębiorstwo)
ManpowerGroup Sp. z o.o. – przedsiębiorstwo doradztwa personalnego z siedzibą w Warszawie będące częścią ManpowerGroup. Manpower, posiada w Polsce 57 agencji w 44 miastach. Usługi przedsiębiorstwa obejmują pracę tymczasową, rekrutację pracowników stałych, zatrudnienie zewnętrzne oraz doradztwo personalne.

## Historia
ManpowerGroup  zostało założone w 1948 roku w Stanach Zjednoczonych przez adwokatów Elmera Wintera i Aarona Scheinfelda.
W 2006 r. doszło do rebrandingu ManpowerGroup, w wyniku którego powstała samodzielna marka o nazwie Manpower.
Pierwsza agencja Manpower w Polsce została otworzona 1 marca 2001 roku przy ul. Wilczej w Warszawie. Przedsiębiorstwo należy do największych i najbardziej rozpoznawalnych agencji pracy w Polsce.